# Антоні Ревеєр
Антоні́ Ревеє́р (фр. Anthony Réveillère, МФА: [ɑ̃tɔni ʁevɛjɛʁ]; нар. 10 листопада 1979, Дуе-ла-Фонтен, Франція) — колишній французький футболіст, захисник збірної Франції.

## Кар'єра
Антоні Ревеєр почав свої виступи у команді «Війєр». Потім грав за «Анже». У віці 18 років футболіст перейшов до «Ренна», де він швидко почав грати в основі, завдяки тренеру клубу Полю Ле Гуену, який довіряв захисникові. 3 лютого 1998 року Ревеєр дебютував у Лізі 1 в грі з «Бастією». Всього за «Ренн» Ревеєр грав протягом 6 років. У січні 2003 року він був орендований іспанською «Валенсією», де на правах оренди грав 6 місяців.

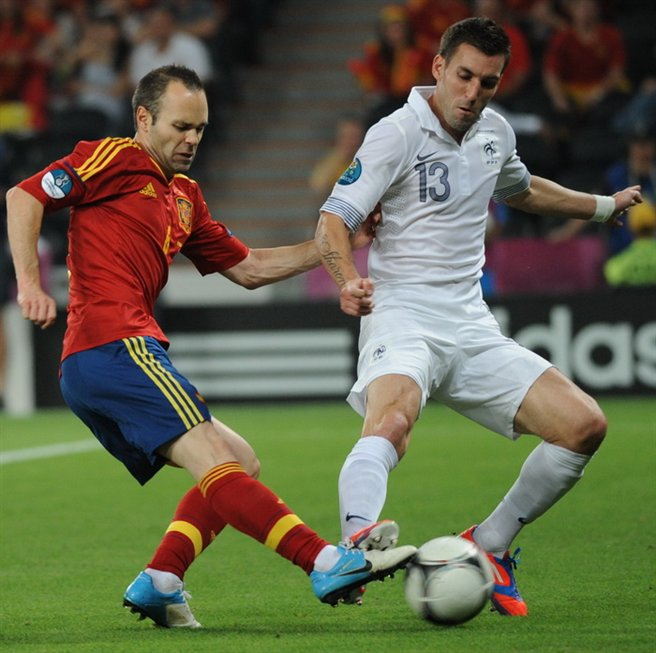
Антоні Ревеєр (праворуч) проти Андреса Іньєсти на Євро-2012.

Влітку 2003 року Ревеєр перейшов до ліонського «Олімпіка», куди його запросив колишній тренер з «Ренна», Поль Ле Гуен. Там Ревеєр швидко завоював місце в основі команди. Він був викликаний до складу збірної Франції, дебютувавши 11 жовтня 2003 року в грі з Ізраїлем, але там захисник не витримав конкуренцію з боку Бакарі Санья і Рода Фанні.
5 листопада 2008 року Ревеєр забив свій перший м'яч у Лізі чемпіонів, вразивши ворота румунської «Стяуа». 22 листопада того ж року Антоні у грі з «Парі Сен-Жермен» отримав важку травму — розрив хрестоподібних зв'язок на лівому коліні, через що майже повністю пропустив сезон 2008/2009, відновившись лише до кінця березня. У наступному сезоні Ревеєр знову завоював місце в стартовому складі клубу. За свої виступи в цьому сезоні Антоні був викликаний Раймоном Доменеком для участі на чемпіонаті світу 2010, але на поле так і не вийшов.
За рік до закінчення контракту з «Ліоном» був близький до переходу в «Парі Сен-Жермен» в обмін на захисника парижан Милана Бишеваца, але не зміг пройти медогляд у новому клубі. Влітку 2013 року у гравця закінчився контракт, і він збирався перейти в «Марсель», але не зміг домовитися про умови контракту і його вже не можна було внести в заявку клубу на єврокубки. Після цього гравець тривалий час лишався без клубу.
8 листопада 2013 року італійський клуб «Наполі» офіційно оголосив, що Антоні Ревейєр підписав контракт з клубом. Француз став грати під проводом Рафаеля Бенітеса, з якими вже працював в «Валенсії». Проте закріпитись у складі «блакитних» француз так і не зумів, тому в кінці сезону покинув клуб, хоча і став з командою володарем національного кубка.
23 жовтня 2014 року Ревеєр підписав однорічний контракт з англійським «Сандерлендом», який продовжений не був.
9 листопада 2015 року Ревеєр оголосив про завершення ігрової кар'єри.

## Особисте життя
У Антоні та його дружини Кароліни двоє дітей: син Ленні (нар. червень 2006) і донька Шарон (березень 2009).

## Досягнення
- Чемпіон Франції (5):

«Ліон»: 2003-04, 2004-05, 2005-06, 2006-07, 2007-08
- Володар Суперкубка Франції (6):

«Ліон»: 2003, 2004, 2005, 2006, 2007, 2012
- Володар Кубка Франції (2):

«Ліон»: 2007-08, 2011-12
- Володар кубка Італії (5):

«Наполі»: 2013-14